# New Orleans Buccaneers
New Orleans Buccaneers – amerykański klub koszykarski z siedzibą pierwotnie w Nowym Orleanie, następnie w Memphis, w stanie (Tennessee), działający w latach 1967–1975. Jego największy sukces to dotarcie do finałów ABA w 1968 roku.

## Historia
Zespół powstał w 1967 roku, w Nowym Orleanie i przyjął nazwę Buccaneers. W Luizjanie rezydował przez 3 lata, po czym został przeniesiony do Memphis. Po zmianie lokalizacji zmieniono nazwę zespołu na Pros. W 1972 roku nazwa ponownie uległa zmianie, tym razem na Tams, a w 1974 na Sounds. Problemy finansowe klubu spowodowały, że komisarz ABA -  Tedd Munchak był zmuszony postawić im ultimatum. Musieli oni sprzedać co najmniej 4000 karnetów na cały sezon oraz pozyskać nowych inwestorów. W konsekwencji pociągnęło to za sobą kolejną zmianę lokalizacji, wybór padł na Baltimore. Założenia ultimatum dopuszczającego do startu w rozgrywkach nie zostały spełnione, wobec czego zespół nie mógł przystąpić do rozgrywek i został oficjalnie rozwiązany.

## Sukcesy
| Tytuł                                            | Liczba | Rok  |
| ------------------------------------------------ | ------ | ---- |
| Mistrz Dywizji Zachodniej ABA (sezon zasadniczy) | 1      | 1968 |
| Mistrz Dywizji Zachodniej ABA (finał ABA)        | 1      | 1968 |

## Włączeni do Basketball Hall of Fame
- Larry Brown (jako trener)[6]

## Liderzy statystyczni ABA
- Doug Moe - lider ABA w punktach (1968 - 1884)
- Larry Brown - lider ABA w średniej asyst (1968 - 6,4)
- Jimmy Jones - lider ABA w liczbie rozegranych minut (1968 - 3255)
- Larry Brown - lider ABA w asystach (1968 - 506)
- Larry Brown - lider ABA w stratach (1968 - 355)
- Jimmy Jones - lider ABA pod względem skutecznosci rzutów z gry (1969 - 53,5%)
- Jimmy Jones - lider ABA w liczbie celnych rzutów z gry (1969 - 764)
- Gerald Govan - lider ABA w liczbie rozegranych minut (1971 - 3698)
- Wendell Ladner - lider ABA w faulach (1971 - 334)
- Gerald Govan - lider ABA w średniej liczbie minut spędzanych na parkiecie w każdym spotkaniu (1971 - 44)
- George Thompson - lider ABA w liczbie celnych rzutów wolnych (1973 - 549)
- Billy Shepherd - lider ABA w skuteczności rzutów za 3 punkty (1975 - 42%)
- Chuck Williams - lider ABA w asystach (1975 - 576)

## Wyniki sezon po sezonie
| Sezon                  | Wyg. | Przeg. | Odsetek | Wyniki play-off                                                         |
| ---------------------- | ---- | ------ | ------- | ----------------------------------------------------------------------- |
| New Orleans Buccaneers |      |        |         |                                                                         |
| 1967-68                | 48   | 30     | .615    | New Orleans 3, Denver 2 New Orleans 4, Dallas 1 Pipers 4, New Orleans 3 |
| 1968-69                | 46   | 32     | .590    | New Orleans 4, Dallas 3 Oaks 4, New Orleans 0                           |
| 1969-70                | 42   | 42     | .500    |                                                                         |
| Memphis Pros           |      |        |         |                                                                         |
| 1970-71                | 41   | 43     | .488    | Indiana 4, Memphis 0                                                    |
| 1971-72                | 26   | 58     | .310    |                                                                         |
| Memphis Tams           |      |        |         |                                                                         |
| 1972-73                | 24   | 60     | .286    |                                                                         |
| 1973-74                | 21   | 63     | .250    |                                                                         |
| Memphis Sounds         |      |        |         |                                                                         |
| 1974-75                | 27   | 57     | .321    | Kentucky 4, Memphis 1                                                   |

## Nagrody indywidualne
| I skład ABA - Doug Moe (1968) - Jimmy Jones (1969) | II skład ABA - Larry Brown (1968) - Red Robbins (1969-70) |

| I skład debiutantów ABA - Jimmy Jones (1968) - Wendell Ladner (1971) - Johnny Neumann (1972) Zespół wszech czasów ABA - Doug Moe - Jimmy Jones | Uczestnicy meczu gwiazd - Jimmy Jones (1968-71) - Red Robbins (1968-69) - Steve Jones (1970-71) - George Thompson (1973-74) - Wendell Ladner (1971-72) - Doug Moe (1968) - Larry Brown (1968) - Lee Davis (1970) - Gerald Govan (1970) - Wil Jones (1972) - Stew Johnson (1975) |